# The Offspring
The Offspring je ameriška rock/pop punk skupina, ki izhaja iz mesta Huntington Beach v Kaliforniji. Ustanovila sta jo kitarist Dexter Holland in basist Greg Kriesel leta 1984. Od ustanovitve so bili člani benda Dexter Holland (vokal, kitara), Kevin »Noodles« Wasserman (vokal, kitara), Greg Kriesel (bas kitara, vokal). Od leta 1987 do leta 2003 je bil bobnar pri skupini Ron Welty. Njihov sedanji bobnar je od leta 2007 Pete Parada.
Do danes so The Offspring izdali osem studijskih albumov. Po vsem svetu so prodali več kot 34 milijonov izvodov.

## Diskografija

### Studijski albumi
- The Offspring (1989)
- Ignition (1992)
- Smash (1994)
- Ixnay on the Hombre (1997)
- Americana (1998)
- Conspiracy of One (2000)
- Splinter (2003)
- Rise and Fall, Rage and Grace (2008)
- Days Go By (2012)